# Lecidea microphaea
Lecidea microphaea är en lavart som beskrevs av William Nylander. 
Lecidea microphaea ingår i släktet Lecidea och familjen Lecideaceae. Enligt den finländska rödlistan är arten sårbar i Finland. Arten är reproducerande i Sverige. Artens livsmiljö är skogar.